# Adrianus Sunarko

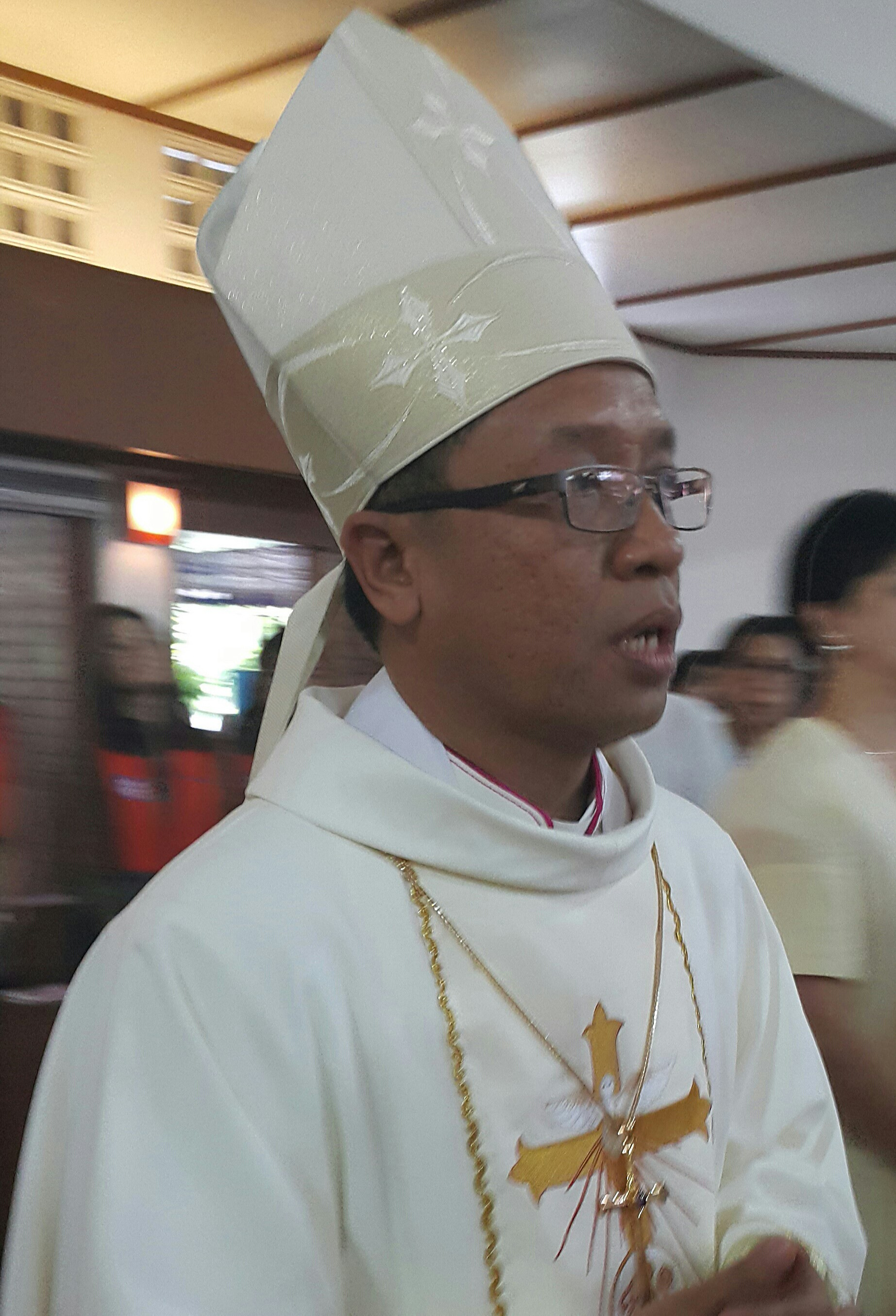
Adrianus Sunarko, 2017

Adrianus Sunarko OFM (* 7. Dezember 1966 in Merauke, Papua, Indonesien) ist ein indonesischer Ordensgeistlicher und römisch-katholischer Bischof von Pangkal-Pinang.

## Leben
Adrianus Sunarko trat dem Franziskanerorden bei, legte am 15. August 1994 die Profess ab und empfing am 8. Juli 1995 das Sakrament der Priesterweihe.
Nach kurzer Kaplanstätigkeit im Erzbistum Jakarta ging er 1996 für sechs Jahre zum Aufbaustudium an die Albert-Ludwigs-Universität Freiburg, wo er 2002 mit einer Dissertation über Die Entwicklung des Offenbarungsverständnisses von Edward Schillebeeckx und dessen Konsequenzen für sein Kirchenverständnis zum Dr. theol. promoviert wurde. Ab 2002 war er Dozent an der philosophischen Hochschule Driyarkara in Jakarta. Von 2004 bis 2007 war er Provinzialdefinitor und von 2007 bis 2009 Vizeprovinzial der indonesischen Franziskaner. Seit 2010 war er Provinzial und seit 2014 außerdem Präsident der Konferenz der höheren Ordensoberen der indonesischen Männerorden.
Am 28. Juni 2017 ernannte ihn Papst Franziskus zum Bischof von Pangkal-Pinang. Der Erzbischof von Palembang, Aloysius Sudarso SCI, spendete ihm am 23. September desselben Jahres die Bischofsweihe im Stadion Depati Amir in Pangkal Pinang. Mitkonsekratoren waren der Bischof von Jayapura, Leo Laba Ladjar OFM, und der Bischof von Tanjungkarang, Yohanes Harun Yuwono.